# Khabat

Officiellt logo för Khabat organisationen från Iranska Kurdistan

Khabat، خەبات, även Sazmani khabat eller Sazmani xebat, är ett kurdiskt parti från den iranska delen av Kurdistan, (östra Kurdistan).(سازمانی خەباتی کوردستانی ئێران)
Partiet grundades den 27 augusti 1980 och strävar efter autonomi för Iranska Kurdistan. Partiets mål och avsikt var och är än idag att inledda en politisk och organisatorisk verksamhet mot våld och förtryck.
Ledare för organisationen är Baba Shex Husseini (på kurdiska بابا شێخ ) född i Baneh i  iranska Kurdistan. Sazmani xebat är Kurdistans tredje största parti.

## Historia
Iran skakades av uppror under 1970-talet. Kurderna hade inget till övers för shahen och stödde upproret även om de flesta kurder är sunni medan andra iranska minoriteter är shia. Förväntningarna var höga men ayatollah Khomeini gjorde snart klart att kurdisk autonomi var helt oacceptabel för att detta stred mot umma, den islamiska trosgemenskapen. På våren 1979 utbröt strider mellan kurder och den iranska militären. Ett år senare grundades den 27 augusti 1980 Khabat, på kurdiska (خه‌بات،Xebat), av Shêx Celal Hussein och många andra aktiva kurdiska studenter och politiker.